# Kapanay
Kapanay est un village du Cameroun situé dans le département de la Bénoué et la région du Nord. Il fait partie de la commune de Bibemi.

## Population
Lors du recensement de 2005, la localité comptait 1206 habitants. Sa population est essentiellement composée des Lamé 90% à qui l'on peut y ajouter les Moundang et les Peuls.